# Accueil parascolaire
L’accueil parascolaire, ou encore accueil collectif parascolaire, unité d’accueil pour écoliers (UAPE), école à journée continue (EJC) ou accueil pour enfants en milieu scolaire (APEMS), sont des appellations désignant des institutions étatiques, semi-étatiques ou privées d’accueil extra-familial en Suisse romande destinées à accueillir des enfants d’âge scolaire (pré-primaire et primaire) en dehors du temps d’école.
Ces structures d'accueil, dites à temps d’ouverture élargi (TOE), sont à différencier des structures à temps d’accueil restreint (TOR), comme les haltes-jeux, les espaces bébé ou les haltes-garderies.

## Réglementation
Les accueils parascolaires sont mandatés et administrés sur différents niveaux, de façon similaire aux accueils préscolaires ; tout d’abord au niveau national au travers de l’ordonnance sur le placement d’enfant (OPE) mais également au niveau cantonal et communal avec différents organismes et lois (LAJE, SPJ, LAE, REGAE, GIAP, OEF, …).
La réglementation de l’accueil parascolaire étant dépendante en grande partie des cantons (avec chacun des organes administratifs propres), il est difficile d’établir une mission (d'institution) exhaustive, de même qu'un taux d'encadrement unique.
Ci-dessous, trois objectifs globaux de l'accueil parascolaire, proposés par l’association partenaire pédagogie et enfance (PEP)(Vaud) :
1. Permettre aux parents de conjuguer éducation des enfants et activité professionnelle ou autres activités propres aux réalités plurielles des familles [En accueillant les enfants pendant les heures de travail]
2. Permettre aux enfants de fréquenter une collectivité qui respecte leur rythme et développement, qui favorise leurs habiletés sociales, leur confiance en soi, leur expression, leurs découvertes et leur participation
3. Permettre à la communauté de soutenir la cohésion sociale, du quartier, de la ville ou du village

Ci dessous, le taux d'encadrement défini par la loi sur l'accueil des enfants (LAE)(2010)(Neuchâtel) :
- Au moins un adulte pour 12 enfants accueillis fréquentant le 1er cycle scolaire [4 à 6 ans]
- Au moins un adulte pour 18 enfants accueillis fréquentant le 2e cycle scolaire [6 à 12 ans]

## Projet pédagogique
Le projet pédagogique (ou projet éducatif selon les institutions) est un document construit par l’équipe éducative de l'institution (personnel pédagogique) (et d'autres acteurs selon les structures) et sur lequel cette dernière s’appuie afin de réaliser son action pédagogique. Le projet contient généralement les valeurs de l’institution ainsi que les pratiques pédagogiques utilisées quotidiennement.

## Personnel éducatif
Le personnel éducatif comporte d'ordinaire (variable selon les cantons) au minimum deux tiers de personnes formées. Les professionnels formés que l’on retrouve habituellement dans l'accueil parascolaire sont les suivants :
- Assistant et assistante socio-éducatif
- Éducateur de jeunes enfants
- Autres formations et diplômes tertiaires (Éducateur social, animateur socio-culturel, psychologue, pédagogie curative, sciences de l'éducation, …)